# La Carassa
La Carassa és una muntanya de 845 metres d'altitud del terme municipal de Sant Quirze Safaja, a la comarca del Moianès.
Està situada en el sector nord del terme, a prop del límit nord-oriental amb el terme de Sant Martí de Centelles. Situat al nord-est del Puig d'Olena, en la seva mateixa cinglera, és al damunt i al nord de les masies de Can Bernat i Cal Mestre, al sud-oest de Ca n'Aliguer.